# 瓜塔基

瓜塔基是哥倫比亞的城鎮，位於該國中部，由昆迪納馬卡省負責管轄，距離首府波哥大176公里，始建於1539年，面積87平方公里，海拔高度173米，2005年人口2,223。
4°31′N 74°48′W / 4.517°N 74.800°W